# 国鉄シキ180形貨車 (2代)
国鉄シキ180形貨車（こくてつシキ180がたかしゃ）は、1965年（昭和40年）1月に日本国有鉄道（国鉄）浜松工場で1両のみが製作された80トン積み低床式大物車である。1957年（昭和32年）に同じシキ180という名前の47トン積み平床式大物車が製作されているが、全くの別車両である。

## 概要
それ以前のシキ500形が大型過ぎて使いづらかったことから、それよりやや小型で、使い勝手を重視して低床面を長くすることを狙ったものである。全長は26,070 mm、低床面の長さはちょうど6,000 mm、低床面のレール面上高さは780 mmである。車端側に二軸ボギー台車を、車両中央側に三軸ボギー台車を備えた複式台車構成で、全部で4台車10軸の貨車である。空気ブレーキはKD203形を装備している。最高速度は空車時・積車時ともに 65 km/hとなっており、黄帯が巻かれている。
この車両は、私有貨車を購入したシキ1000形を除けば、国鉄・JRが購入した最後の大物車である。使い勝手がよかったことから、国鉄分割民営化に際しても日本貨物鉄道（JR貨物）へ承継された。2017年（平成29年）時点では存在が確認されているものの、稼働率は低い。